# Breakpoint (demoparty)
Pour les articles homonymes, voir Breakpoint.
Breakpoint est une demoparty annuelle organisée en Allemagne entre 2003 et 2010.

## Description

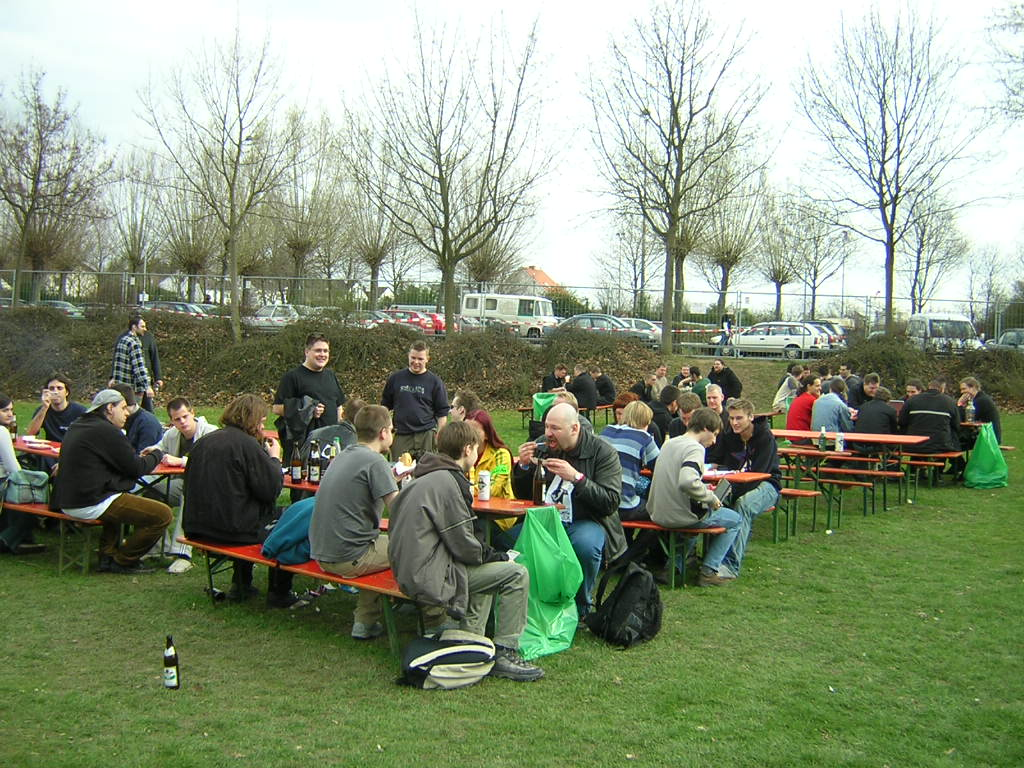
Demomakers (2005)
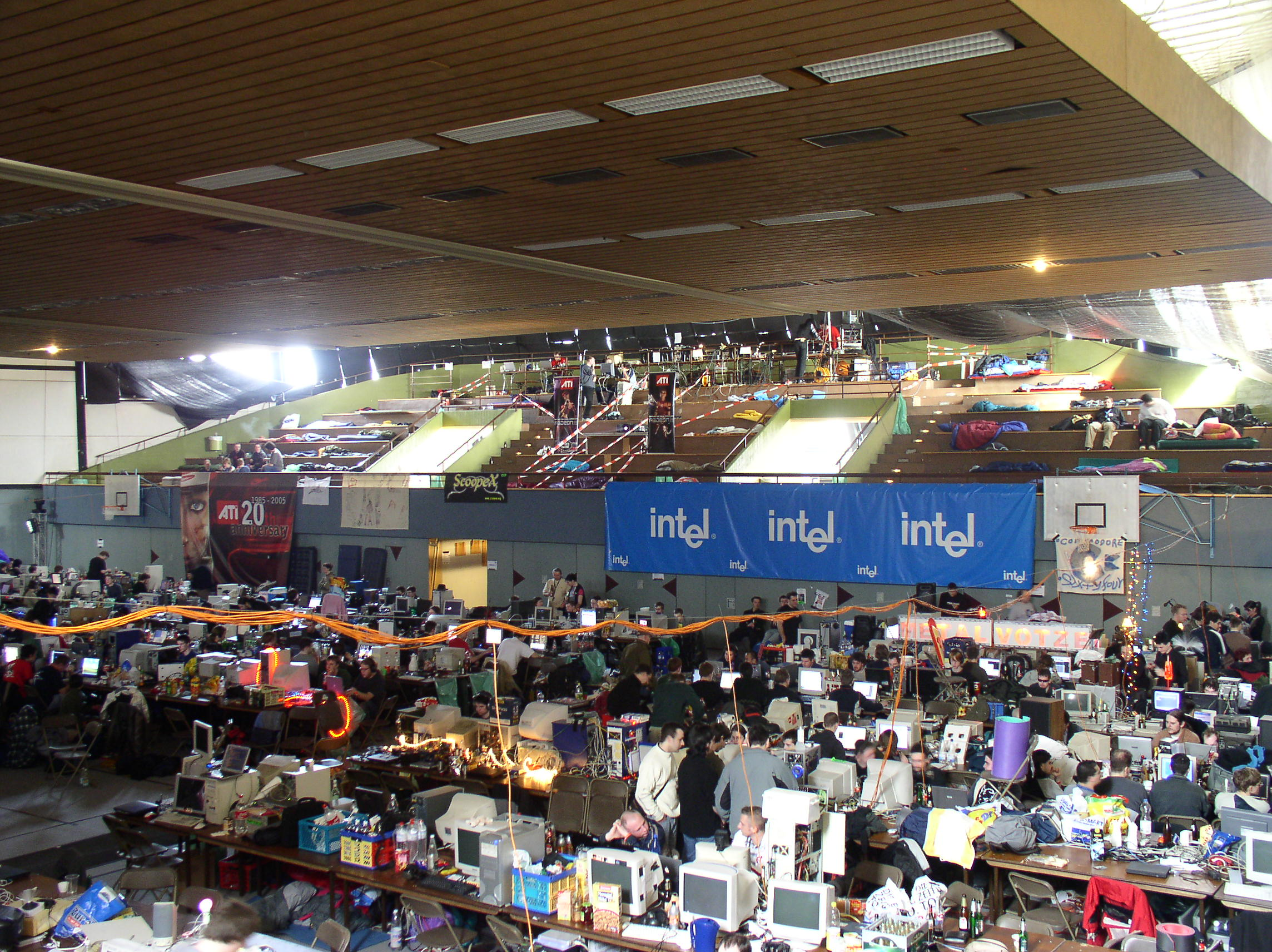
Pièce principale (2005)
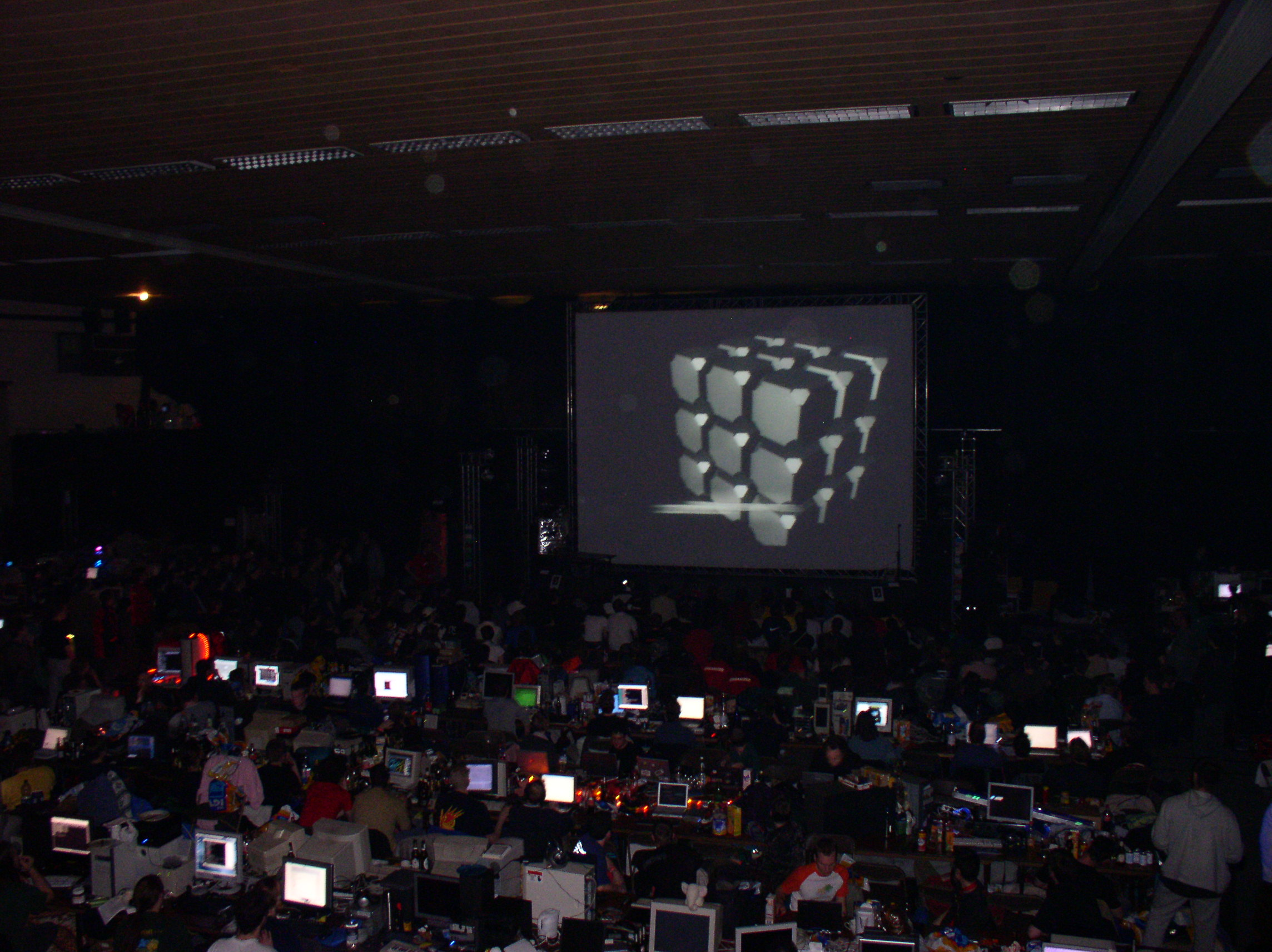
Projection d'une démo (2005)

## Prix

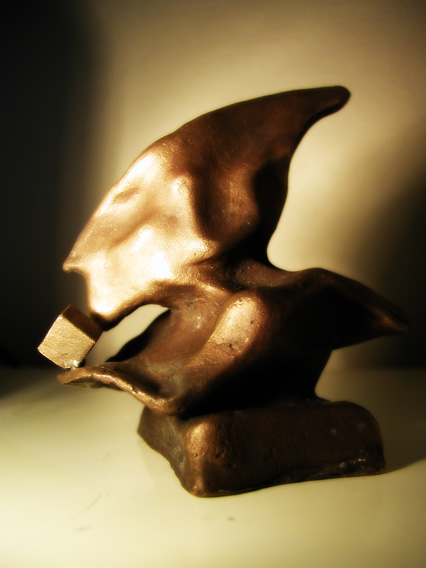
De 2003 à 2010, la cérémonie de remise des prix de Scene.org se déroule durant la demo party Breakpoint.

Deux types de prix sont remis :
- ceux propres à la compétition ;
- les prix de Scene.org.